# Włocławek
Włocławek (pronunciado /vuotsuávek/ en fonética española [vwɔt͡sˈwavɛk]ⓘ, llamada Leslau entre 1939-1945) es una ciudad del centro-norte de Polonia, en la ribera de los ríos Vístula y Zgłowiączka. La ciudad forma parte del voivodato de Cuyavia y Pomerania y tiene unos 119 608 habitantes (2006).

## Hermanamientos
- Bamberg (Alemania)
- Bedford (Reino Unido)
- Izmail (Ucrania)
- Saint-Avold (Francia)